# Мирон (Романул)
Митрополи́т Миро́н (рум. Mitropolit Miron, в миру Мойсе Романул, рум. Moise Romanul; 23 августа 1828 — 16 октября 1898) — епископ независимой румынской Трансильванской митрополии и её третий предстоятель с титулом «архиепископ Геманнштадский (Сибиуский), митрополит Трансильванский». Румынский общественно-политический и культурный деятель габсбургской Венгрии.

## Биография
Родился 23 августа 1828 года в крестьянской семье в Мезеше, комитат Бихар, Королевство Венгрия (ныне Мизеш, жудец Бихор, Румыния). Учился в румынской греко-католической гимназии в соседнем Бейуше, а затем в венгерской средней школе в Ораде. В 1846 по 1849 год он изучал богословие в богословско-педагогическом институте Араде.
В Араде при епископе Герасиме (Раце) он был секретарём Арадской епархии. В 1857 году в Монастыре Бодрог он был пострижен в монашество с наречением имени Мирон. С 1857 по 1869 год он преподавал в богословско-педагогическом институте в Араде. Будучи профессором богословия, написал несколько учебников, которые сохранились в рукописях. В 1863 году рукоположен в сан диакона, затем возведён в сан протодиакона, рукоположен в сан священника, возведён в сан синкелла, а затем протосинкелла.
В это время он проявил себя как активный участник румынского национального движения, сформировавшееся в условиях, когда либеральное правительство установило после 1860 года поощрение национального движения и с 1861 года румыны начали организовываться в новых политических условиях. Заседание Сибиуского сейма в 1863 году представляло собой законодательное признание румынской нации, языка и вероисповедания среди политических наций Империи. Но румынский законодательный форум функционировал лишь на время, так как у Императорский двор в Вене должен был принять новое соглашение, согласившись на сотрудничество с венграми. 1 сентября 1865 года император Франц Иосиф I распустил Сибиуский сейм и потребовал новых выборов в Сейм, которые должны были состояться в Клуже 19 ноября. Налог на осуществление избирательного права стал ограничительным для румынских избирателей, поскольку большинство из них не были в состоянии за платить его, поэтому большинство было обеспечено венграм. Мирон (Романул), непреклонный сторонник национальных интересов, участвовал в избирательной кампании по выборам в Сейм в 1865 году, когда в Арадской области было избрано 5 депутатов.
8 июня 1867 года в результате своих дебатов с представителями мадьярского политического класса австрийский император короновал себя королём Венгрии, и таким образом была установлена двуединая монархия. Так мадьярская знать нашла способ осуществить свои амбиции гегемонии. Трансильвания была включена в зону контроля и подчинения Будапешта в рамках этой политической структуры. Двуединая монархия Австро-Венгрии изменила направление национального движения. Полностью осознавая опасность, которую новая государственная формула будет представлять для румын, политические лидеры этих стран искали решения, соответствующие текущему моменту. Но найти такую общую платформу оказалось большой трудностью. В результате расхождения мнений внутри румынского национального движения выкристаллизовались два политических диаметрально противоположных направления, названные «пассивизм» и «активизм», которые разделили политическую и интеллектуальную румынскую элиту.
Будучи кандидатом в избирательный круг Кишинеу-Криш на выборах 1869 года и депутатом Будапештского парламента после этого, он должен был представить своим избирателям национальную программу, а также свои собственные соображения о политическом и национальном положении своего народа. Фракция, принадлежащая к «пассивизму» внутри национального движения, критиковала его за участие в такой политической деятельности. В биографии, которую он посвятил ему, будущий патриарх Мирон (Кристя), объяснил поступок Мирона (Романула) тем, что он получил согласие митрополита Трансильванского Андрея (Шагуны), который помимо церковный деятельности был крупным румынским общественно-политическим деятелем Австро-Венгрии, и чья деятельность ознаменовала собой эпоху в истории румынского православия. С его же одобрения, Мирон (Романул) в 1869 году стал инспектором Королевской школы в комитате Караш-Северин, но только на один год, после чего его противники упрекали его также и в этой деятельности.
С 1870 по 1873 год был заместителем председателя Православной консистории в Ораде. В августе 1871 года он был взведён в сан архимандрита. Пользовался доверием епископа Арадского Прокопия (Ивачковича), который в январе 1872 года, несмотря некоторые проблемы со здоровьем, архимандрита Мирона деканом всей Арадской епархии.
28 июня 1873 года скончался митрополит Андрей (Шагуна), ввязи с чем возникла проблема избрания преемника, чтобы продолжить дело этого иерарха. 16 (28) августа 1873 года, согласно действовавшему уставу, в Сибиу собрался Национальный церковный конгресс, и епископ Арадский Прокопий (Ивачкович) был избран новым митрополитом Трансильванским. 28 августа (9 сентября) 1873 было объявлено об избрании епископа Прокопия митрополитом. Поскольку избрание должно было получить утверждение императора, на пятой сессии Конгресса, 30 августа (11 сентября) 1873, В. Бабеш зачитал проект официального письма, которое должно было быть отправлено к императорском двору для получения санкции. Съезд-форум избрал депутацию из пяти человек во вглаве с архимандритом Мироном для того, чтобы срочно передать императору составленный документ. Встреча делегации с императором состоялась 17 сентября.
16 (28) сентября 1873 митрополит Прокопий направляет циркуляр в Арадскую епархию, в котором объявляет, что он избран митрополитом и прощается с паствой, которую он пас два десятилетия. Митрополит Прокопий особо отметил, что епархиальной консистории и архимандриту Мирону (Романул) было поручено руководить епархией на весь этот переходный период до тех пор, пока кафедра не будет замещена. Поскольку Мирон (Романул) был правой рукой Прокопия в епархии, такой выбор никого не удивил.
12 (24) ноября 1873 года на заседании Епархиального синода архимандрит Мирон (Романул) был избран епископом Арадским. 3 февраля 1874 года состоялась его епископская хиротония.
Национальный церковный избирательный конгресс, созванный в Сибиу 20 октября (1 ноября) 1874 года для избрания нового митрополита Трансильванского, избрал епископа Карансебешского Иоанна (Попасу). Но император Франц Иосиф I, по предложению министра венгерского правительства Трефорта Агостона, не признал этого избранния. По этой причине Национальный церковный избирательный конгресс был созван во второй раз. 21 ноября (3 декабря) 1874 года новым архиепископом Геманнштадским (Сибиуским) и митрополитом Трансильванским был избран епископ Арадский Мирон. 12 декабря того же года его избрание было утверждено. Его интронизация состоялась 15 (27) декабря 1874 года
Служение Митрополита Мирона в Сибиу началось в трудных обстоятельствах, потому что вся консистория (Архиепископский совет) состоял из асессоров, назначенных туда ещё Андреем (Шагуной) и в то же время преданных викарию Николаю (Попе). Недовольство священников и верующих митрополитом было обусловлено главным образом его политической позицией. В 1881 году он разработал программу «Румынской конституционной партии», которая являлась основой для создания «Умеренной румынской партии», которая возникла в 1884 году при его поддержке в результате давления со стороны правительственных кругов Будапешта. У новой партии было мало членов; таковые набирались в основном из румын, входящих в административный аппарат австро-венгерского государства.
Однако митрополит Мирон боролся за защиту автономию конфессиональных румынских школ в Трансильвании. Например, в 1879 году он возглавил делегация иерархов и членов Национального церковного конгресса, представляя в Вене императору протест против законопроекта министра Трефорта Агостона, который предусматривал введение изучения венгерского языка в румынских конфессиональных школах. В 1883 году он выступил 28 раз в парламенте (доме магнатов) в Будапеште. В октябре 1883 года, по случаю визита в Сегед, император Франц Иосиф I, встреченный и двумя румынскими митрополитами, Мироном Романулом и Иоанном Ванчей, сделал им суровые выговоры за то, что находящиеся в их подчинении священники не проявляли себя лояльными гражданами венгерского государства, прося их работать над исправлением этого положения. Он руководил деятельностью богословско-педагогического института и помогал финансировать обучение многочисленных студентов, предлагая им стипендии из фондов метрополии или из управляемых ею пожертвований (например, оставленных Эмануилом Гойду). Во время его правления были построены новые здания епархиального управления.
10/22 апреля 1896 года, по случаю празднования «тысячелетия» Венгрии, то есть через тысячу лет после появления венгров в Панинской равнине, разослал циркуляр, в котором призывал свое духовенство и верующих не участвовать в этом праздновании, тем самым показав, что трансильванские румыны не могут участвовать в этом празднике, учитывая несправедливую ситуацию, в которой они оказались.
Скончался 4/16 октября 1898 года в Сибиу, похоронен на кладбище Преображенской церкви в Сибиу.